# Heinrich Stürmer (Maler)
Johann Heinrich Stürmer (* 10. Januar 1775 in Kirchberg an der Jagst; † 8. September 1857 in Berlin) war ein deutscher Maler.

## Biografie
Heinrich Stürmer lernte beim Maler Johann Jakob Schillinger in Öhringen und ging dann an die Akademie in Augsburg. Zur Finanzierung des Studiums malte er mit Ölfarben auf Glas. Nach zwei Jahren ging er nach Nürnberg, dann nach Göttingen und malte Porträts. In Braunschweig arbeitete er für zwei Lackierfabriken und ging um 1800 nach Berlin, wo er für die Stobwassersche Lackierfabrik arbeitete. In Berlin beteiligte er sich in den Jahren von 1802 bis 1856 an den Ausstellungen der Akademie der Künste, deren Mitglied in der Sektion für die Bildenden Künste er 1816 wurde und bis zu seinem Tod blieb. Er malte Historien-, Genre- und Landschaftsbilder sowie auch Porträts. Um seinen Lebensunterhalt zu sichern, betätigte er sich auch als Dekorationsmaler. Sein Sohn Ludwig aus der Ehe mit Sophia Carolina Müller studierte ebenfalls an der Akademie der Künste.